# 興隆內里
興隆內里，是台灣南部自清治後期至日治初期的一個行政區劃，其範圍包括今高雄市的鼓山區北部、左營區南部及三民區東北部，原先尚包含今鼓山區南部及鹽埕區西部。
興隆內里西邊瀕臨台灣海峽，北邊為興隆外里、半屏里，東邊為赤山，南邊為大竹里。

## 管轄街庄
興隆內里原轄6個街庄，1912年（大正元年）9月21日合併哨船頭街、鹽埕埔庄2個街庄，以及大竹里的鹽埕庄、旗後街、烏松庄3個街庄為打狗（街庄層級），置於大竹里之下，至此興隆內里剩餘4個庄：
- 今左營區、三民區交界：覆鼎金庄（含外埔、船仔頭、田尾）
- 今左營區、鼓山區交界：桃仔園庄（含山頂）、前峰尾庄（含大道公）
- 今鼓山區境內：（含龍目井、橋仔頭、崎腳、東安寮、龍水、螺仔底、頂下寮、竹惟）